# ساوس، کامایرا و یامپایس
ساوس، کامایرا و یامپایس (به اسپانیایی: Saus, Camallera i Llampaies) یک شهرستان در اسپانیا است که در استان خرنا واقع شده‌است.

## خصوصیات
ساوس ۱۱٫۴ کیلومترمربع مساحت و ۷۸۱ نفر جمعیت دارد و ۸۶ متر بالاتر از سطح دریا واقع شده‌است.